# Sui gradini di Harlem
Sui gradini di Harlem (Where I Live) è una serie televisiva statunitense in 21 episodi di cui 16 trasmessi per la prima volta nel corso di 2 stagioni nel 1993.
È una sitcom incentrata sulle vicende di Douglas St. Martin un diciassettenne statunitense originario di Trinidad che vive nel quartiere di Harlem a New York insieme con i genitori e la sorella quattordicenne. Gran parte degli episodi si concentrano sulla disavventure di Douglas con i suoi migliori amici, Reggie e Malcolm. 
Durante la prima televisiva sulla ABC, la serie fu spostata al sabato sera per la sua seconda stagione e, nonostante l'intervento da consulente alla produzione da parte di Bill Cosby, le valutazioni crollarono. Otto episodi furono prodotti per la seconda stagione, ma la serie fu annullata dopo tre episodi.

## Personaggi e interpreti
- Douglas St. Martin (21 episodi, 1993), interpretato da Doug E. Doug.
- Reggie Coltrane (21 episodi, 1993), interpretato da Flex Alexander.
È il miglior amico di Douglas.
- Malcolm (21 episodi, 1993), interpretato da Shaun Baker.
- Marie St. Martin (21 episodi, 1993), interpretata da Lorraine Toussaint.
È la madre di Douglas.
- Sharon St. Martin (21 episodi, 1993), interpretata da Yunoka Doyle.
È la sorella di Douglas.
- Kwanzie (21 episodi, 1993), interpretato da Jason Bose Smith.
È un vicino dei St. Martin.
- James St. Martin (21 episodi, 1993), interpretato da Sullivan Walker.
È il padre di Douglas.
- Vonzella (7 episodi, 1993), interpretata da Almayvonne.

## Produzione
La serie, ideata da Michael Jacobs e Ehrich Van Lowe, fu prodotta da Touchstone Television. Le musiche furono composte da Ray Colcord.

### Registi
Tra i registi sono accreditati:
- David Trainer in 5 episodi (1993)
- Rob Schiller in 2 episodi (1993)

### Sceneggiatori
Tra gli sceneggiatori sono accreditati:
- Ehrich Van Lowe in 2 episodi (1993)

## Distribuzione
La serie fu trasmessa negli Stati Uniti dal 5 marzo 1993 al 20 novembre 1993  sulla rete televisiva ABC. In Italia è stata trasmessa su RaiDue con il titolo Sui gradini di Harlem.
Alcune delle uscite internazionali sono state:
- negli Stati Uniti il 5 marzo 1993 (Where I Live)
- in Germania (Harlem Hip Hop)
- in Italia (Sui gradini di Harlem)

## Episodi
| Stagione         | Episodi                      | Prima TV USA |
| ---------------- | ---------------------------- | ------------ |
| Prima stagione   | 13                           | 1993         |
| Seconda stagione | 8 (trasmessi 3 per la 1ª TV) | 1993         |